# Carlos Alberto (Fußballspieler, 1963)
Carlos Alberto Gomes da Costa (* 25. November 1963) ist ein ehemaliger brasilianischer Fußballspieler.

## Karriere
Alberto begann seine Karriere bei EC Noroeste und spielte unter anderem auch bei Sertãozinho FC, EC XV de Novembro (Jaú) und SE Palmeiras. 1988 wechselte er zum japanischen Erstligisten Yamaha Motors. Am Ende der Saison 1991/92 stieg der Verein in die zweiten Liga ab. 1993 feierte er mit dem Verein die Meisterschaft und den Aufstieg in die erste Liga. 1994 wechselte er zu Tokyo Gas. 1996 kehrte er nach Brasilien zurück, wo er noch bis 1999 bei unterklassigen Klubs antrat.